# Parròquia de Cēre
La Parròquia de Cēre (en letó: Cēres pagasts) és una unitat administrativa del municipi de Kandava, al nord de Letònia. Abans de la reforma territorial administrativa de l'any 2009 pertanyia al raion de Tukuma.

## Pobles, viles i assentaments
- Cēre (centre parroquial)
- Oksle
- Vecciems
- Korģeļciems
- Baklāvi
- Rēzes